# Velika Kruševica (Kruševac)
Velika Kruševica (em cirílico: Велика Крушевица) é uma vila da Sérvia localizada na cidade de Kruševac, pertencente ao distrito de Rasina, na região de Rasina. A sua população era de 711 habitantes segundo o censo de 2011.

## Demografia
| 1948 | 1953 | 1961 | 1971 | 1981 | 1991 | 2002 | 2011 |
| ---- | ---- | ---- | ---- | ---- | ---- | ---- | ---- |
| 732  | 831  | 856  | 821  | 855  | 850  | 806  | 711  |